# Складання (друкарство)

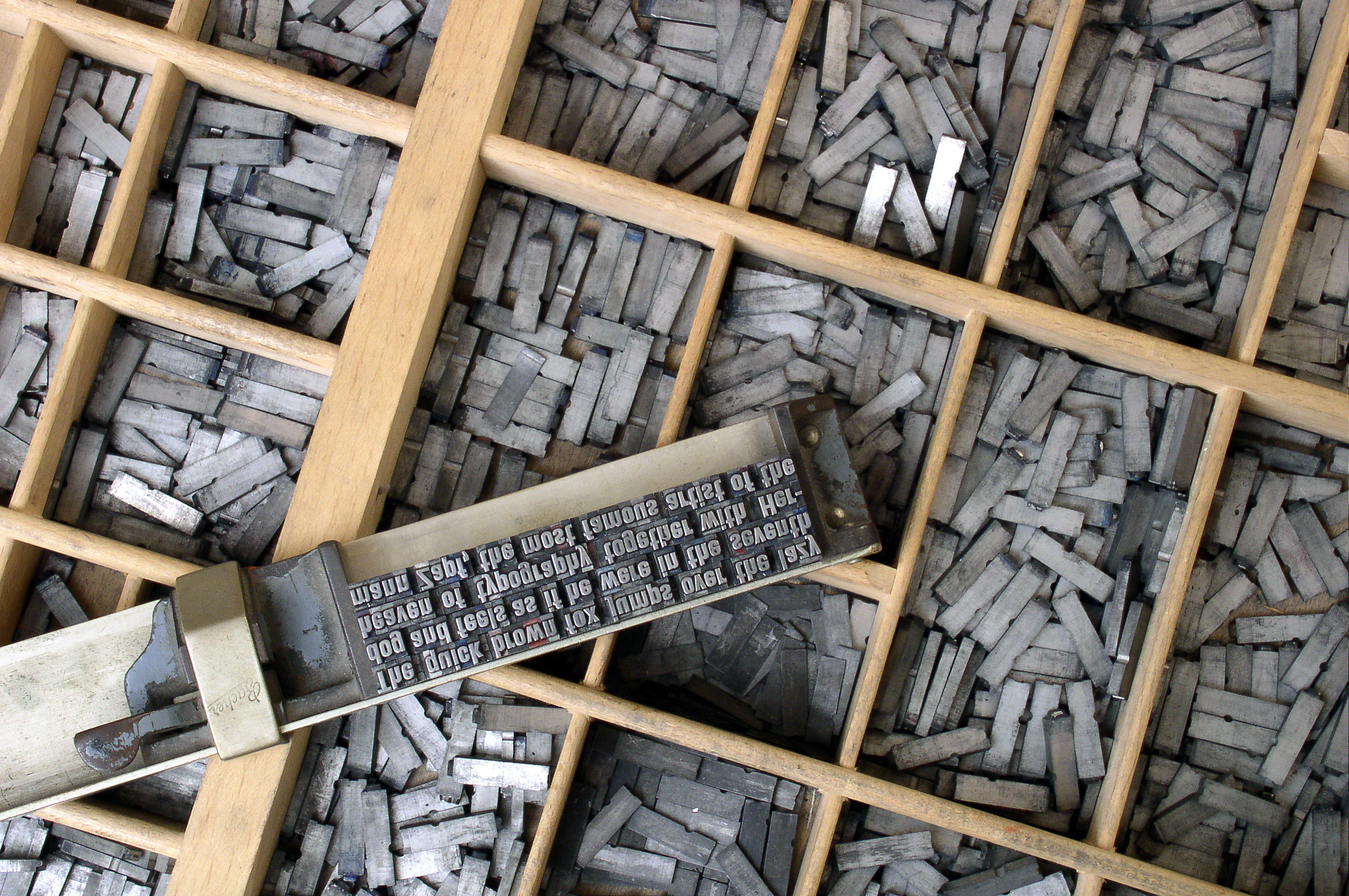
Складання тексту вручну у верстатку з металевих літер

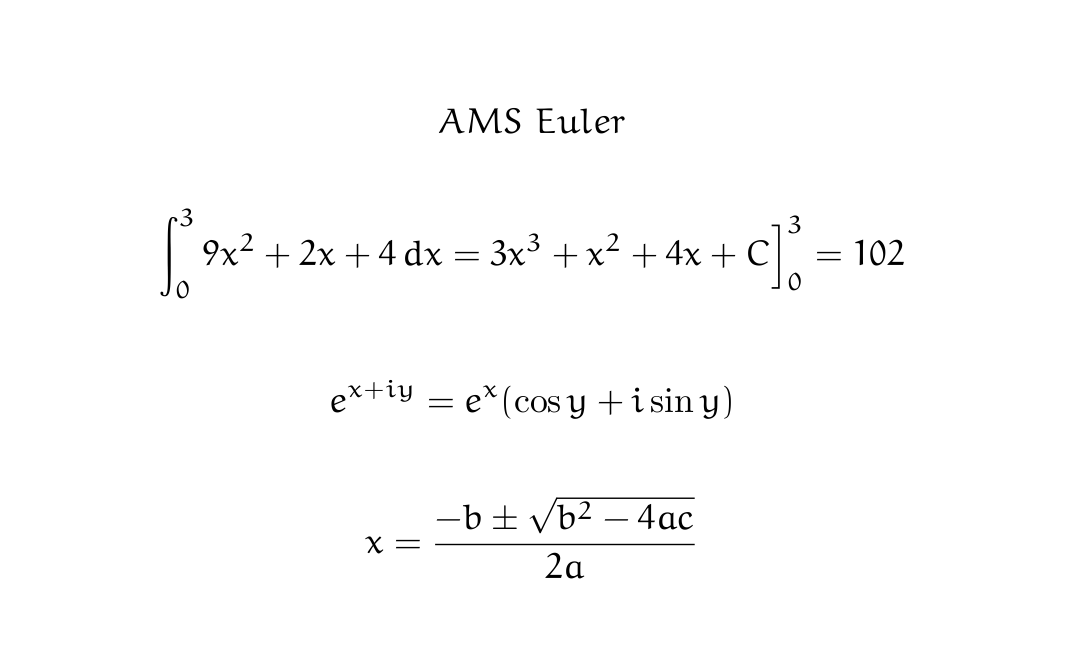
Оформлення формул в TeX

Складання — технічний процес формування рядків та тексту оригіналу для наступного верстання шпальт і друкарської форми.
Незалежно від того, чи є складання металевими літерами, фотографічним, цифровим (комп'ютерним), в основі його лежить єдиний принцип. У вузькому значенні під складанням розуміють ту стадію роботи, в ході якої формується слово, рядок, шматок суцільного тексту.
Основними способами складання є:
- ручний, коли формування рядків тексту здійснювалося з металевих літер вручну;
- рядковідливний, коли викликом із клавіатури рядковідливної складальної машини (лінотип) формується матрично-клиновий рядок з подальшим відливанням монолітних текстових рядків із типографського сплаву металів — гарту, який виготовлявся під маркою Лн. Хімічний склад цього спеціального сплаву був таким (у %): (олово — 4,2–4,8, стибій — 11–12, решта — свинець;
- літеровідливний, коли відливання та формування текстових рядків, складених з окремих знаків та проміжного матеріалу, відбувається за допомогою літеровідливних складальних машин монотип із сплаву під маркою Мн, хімічний склад якого дещо відрізнявся від лінотипного;
- фотоскладальний, коли виготовлення текстових діапозитивів здійснюється на фотоскладальних машинах чи автоматах;
- складання комп'ютерне — сучасний метод складання за допомогою настільних видавничих систем, який дозволяє готувати репродукований оригінал-макет при одному клавіатурному процесі, уникаючи коректурного обміну між видавництвом і друкарнею.